# Arvid Andersson-Holtman
Arvid Andersson-Holtman (Ekerö, 20 december 1896 - Helsingborg, 28 januari 1992) was een Zweeds turner. 
Andersson-Holtman won met de Zweedse ploeg de gouden medaille in de landenwedstrijd Zweeds systeem in het Belgische Antwerpen tijdens de Olympische Zomerspelen 1920.

## Resultaten

### Olympische Zomerspelen
| Jaar | Plaats    | Resultaten                           |
| ---- | --------- | ------------------------------------ |
| 1920 | Antwerpen | in de landenwedstrijd Zweeds systeem |